# 1962 في المغرب
تحتوي هذه المقالة على أهم الأحداث التي شهدها المغرب في 1962، إضافة إلى أهم الشخصيات المغربية المولودة والمتوفية في هذه السنة.

## الحكم
- الملك: الحسن الثاني
- رئيس الحكومة: الحسن الثاني
- وزير الداخلية: أحمد رضا اجديرة

## الأحداث
- 3 مارس 1962 - افتتحت القناة الوطنية إرسالها التلفزيوني، بدأ الإرسال التلفزيوني في المغرب.[1]
- أول دستور رسمي للمملكة المغربية، الاستفتاء الدستوري المغربي 1962.

## الرياضة
- فاز نادي الجيش الملكي بالبطولة الدوري المغربي لكرة القدم 1961–62.
- فاز نادي المولودية الوجدية بـ كأس العرش 1962.

- 1962 - تأسس النادي المكناسي.
- 1962 - افتتح الملعب الشرفي بمكناس.
- 1962 - تأسس نادي الفقيه بنصالح.

## كتب
- كتاب: «المعسول» للمؤلف: المختار السوسي.

## أفلام
من الأفلام التي صدرت هذه السنة في المغرب:
- 1 يناير – أبناء الشمس من إخراج Jacques Séverac [الإنجليزية]‏.

## مواليد

### يناير
- 1 يناير – رشدي الشرايبي سياسي مغربي.
- 1 يناير – عدنان رمال أستاذ وعالم مغربي.
- 1 يناير – عزيز الرباح سياسي مغربي.
- 1 يناير – عمر المتيوي موسيقي مغربي.
- 1 يناير – محمد نضالي كاتب مغربي.
- 1 يناير – محمد ياسين المنصوري سياسي مغربي.
- 1 يناير – نادية شفيق كاتبة مغربية.
- 5 يناير – عبد السلام الغريسي لاعب كرة قدم مغربي.
- 10 يناير – أنيس بيرو سياسي مغربي.
- 28 يناير – عبد القادر اعمارة سياسي مغربي.
- أحمد جزولي، كاتب وخبير دولي متخصص في الحكامة الديمقراطية.

### أبريل
- 14 أبريل – عبد الرحيم فقراء صحفي من الولايات المتحدة الأمريكية.
- 15 أبريل – نوال المتوكل، بطلة رياضية ووزيرة.

### مايو
- 13 مايو – عبد الكريم جويطي، كاتب وروائي ومترجم مغربي.

### يونيو
- 26 يونيو – إسماعيل فروخي

### يوليو
- 15 يوليو – عبد الكبير ودار مرحبا بالتوفيق أخي عبد الكبير الحرقة بالتوفيق أنت.

### سبتمبر
- 10 سبتمبر – أسماء الشعبي سياسي مغربية.
- 12 سبتمبر – ميشيل قيسي ممثل مغربي.
- 13 سبتمبر - بدر المقري باحث ومؤرخ وأكاديمي مغربي.

### أكتوبر
- 1 أكتوبر – محمد كزاز حكم كرة قدم مغربي.
- 13 أكتوبر – طالبية بالهواري سياسية بلجيكية.
- 23 أكتوبر – ياسمينة بادو سياسية مغربية.

### نوفمبر
- 14 نوفمبر – مريم بنصالح شقرون رئيسة الاتحاد العام لمقاولات المغرب.
- 20 نوفمبر – عبد الرزاق خيري
- 24 نوفمبر – حسن الفد ممثل مغربي.

### ديسمبر
- 6 ديسمبر – فؤاد عالي الهمة سياسي مغربي.
- 24 ديسمبر – حسن أوريد

## وفيات

### يناير
- 1 يناير – عبد الكبير بن ثابت (مواليد 1917)